# Eurocopter EC120 Colibri
El Eurocopter EC120 Colibri (colibrí, actualmente Airbus Helicopters) es un helicóptero ligero utilitario monomotor de 5 asientos. Diseñado y desarrollado conjuntamente por Eurocopter, China National Aero-Technology Import & Export Corporation (CATIC), Harbin Aviation Industries (Group) Ltd (HAIG) y Singapore Technologies Aerospace Ltd (STAero) en las instalaciones de Marignane de Eurocopter France, el EC120B fue ensamblado por Eurocopter en Francia y Australia.
En China, la aeronave es producida por Harbin Aircraft Manufacturing Corporation (HAMC) como HC120. En 2004, HAMC comenzó la fabricación local del HC120 en su línea de montaje en Harbin, en el norte de China. En el mercado chino, tanto el Ejército Popular de Liberación cómo múltiples fuerzas policiales locales han comprado helicópteros HC120.

## Desarrollo

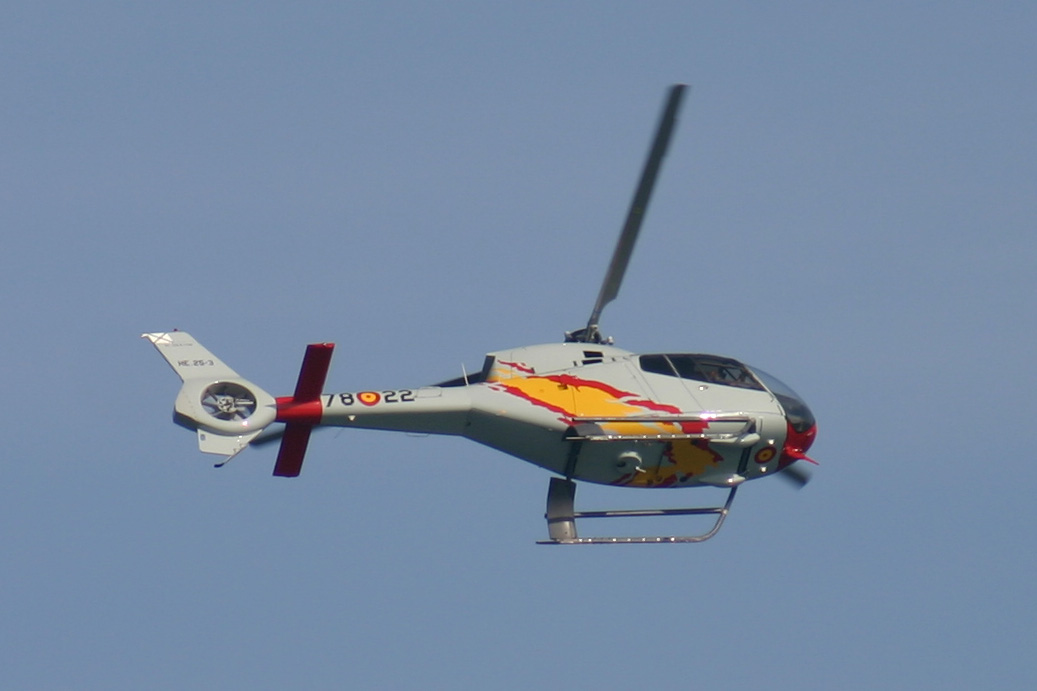
Eurocopter Colibri de la Patrulla ASPA (Ejército del Aire de España) durante una exhibición en Barcelona.

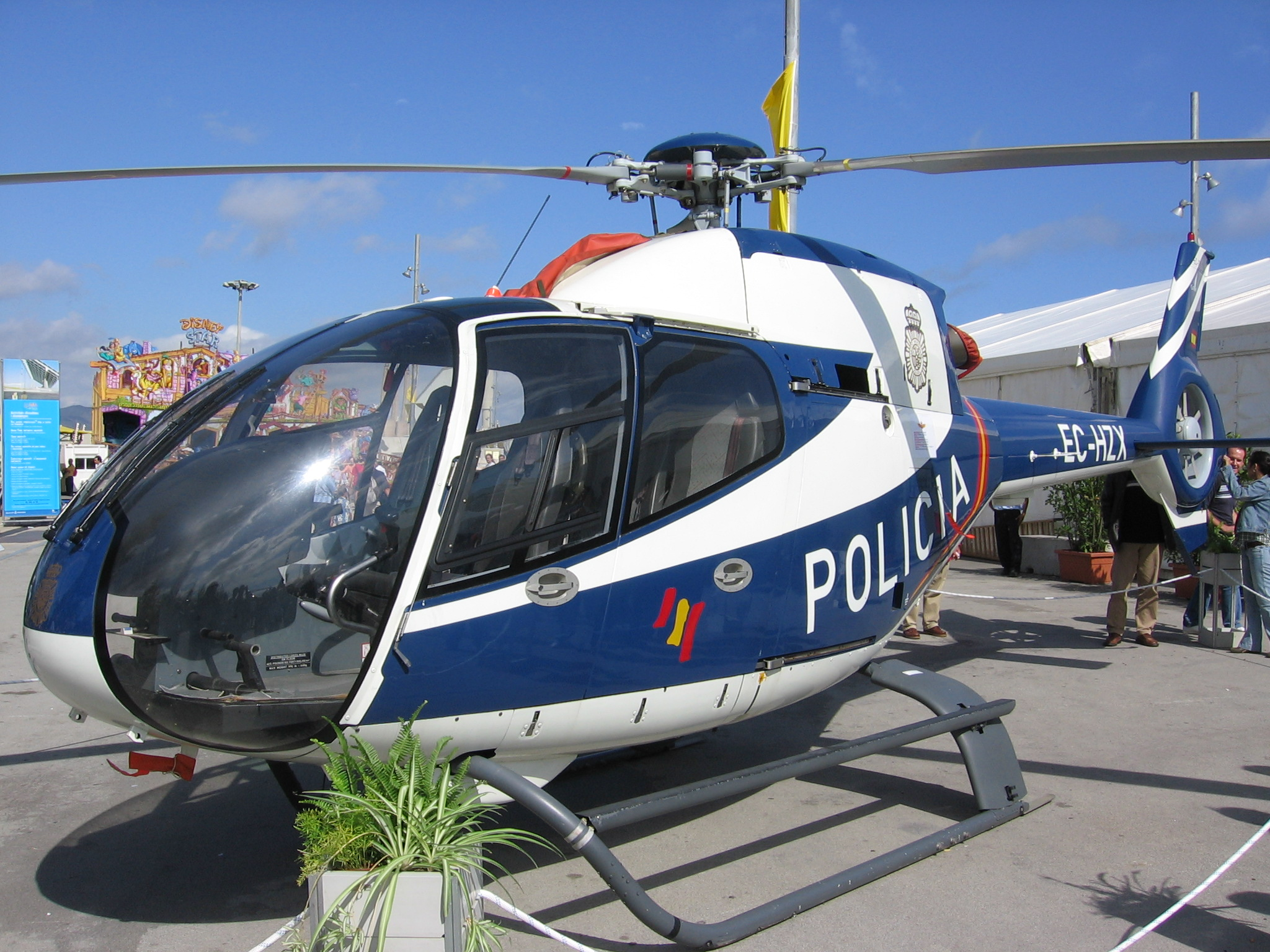
Eurocopter Colibri EC 120 B del Servicio de Medios Aéreos del Cuerpo Nacional de Policía.

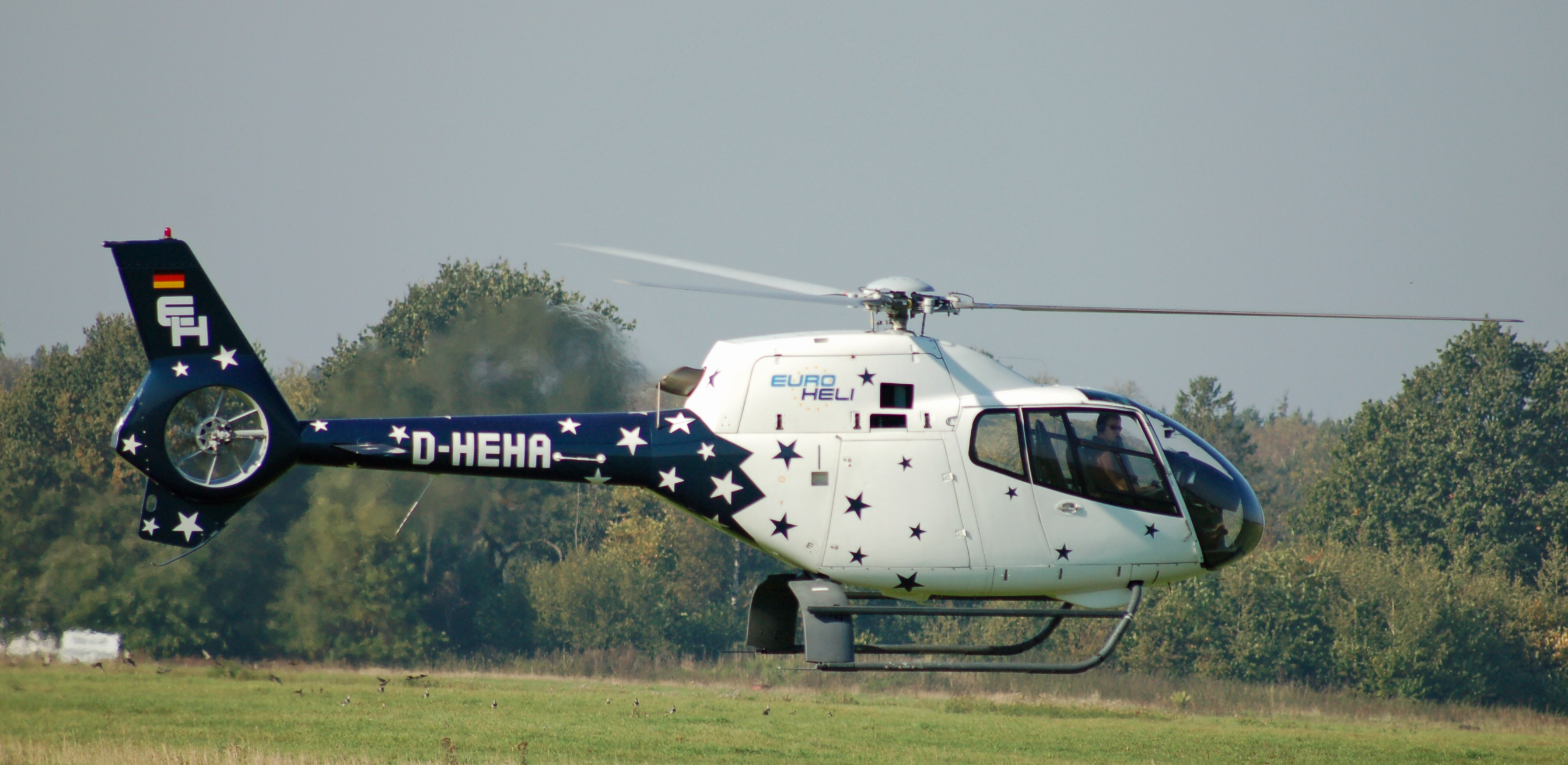
Un EC120 en vuelo estacionario, 2010.

El EC120 Colibri tiene sus orígenes en el P120, una propuesta del fabricante de helicópteros francés Aérospatiale, que estaba destinada a reemplazar a los helicópteros monomotores Aérospatiale SA341 Gazelle y Aérospatiale SA 315B Lama. Durante los años 80, Aérospatiale buscó socios internacionales con los que coproducir el P120, incluyendo compañías aeroespaciales en China, Singapur y Australia. En las postrimerías de la campaña del Gobierno chino contra las protestas de la plaza de Tiananmén de 1989, se especuló con la exclusión de la parte china del proyecto.
El 20 de octubre de 1992 se firmó un contrato para el desarrollo conjunto el nuevo helicóptero por los 3 socios principales del proyecto, la recién formada Eurocopter, China National Aero-Technology Import & Export Corporation (CATIC) y Singapore Aerospace Ltd (STAero). Bajo el acuerdo de desarrollo conjunto, Eurocopter recibió un 61% de los intereses de control y el liderazgo técnico del programa, CATIC recibió una carga de trabajo del 24% y STAero recibió una carga de trabajo del 15%; CATIC diseñó y produjo la estructura de la cabina y el sistema de combustible, STAero produjo el puro de cola, las puertas de acceso y los materiales compuestos, mientras que Eurocopter produjo los ensamblajes dinámicos, instaló los sistemas hidráulico, eléctrico y de aviónica, y realizó el ensamblaje final. El desarrollo de la aeronave permitió a Eurocopter expandir su gama al incluir aeronaves de 1,5 Tn.
El 9 de junio de 1995, el primer prototipo EC120 Colibri realizó su primer vuelo. En febrero de 1996, el prototipo había acumulado 60 horas de vuelo, y un segundo prototipo se unió al programa de pruebas más tarde aquel año. En febrero de 1997, el EC120 Colibri fue presentado formalmente en la muestra de la Asociación Internacional del Helicóptero (HAI) en Anaheim, California; en junio de 1997 se habían recibido más de 50 encargos para el modelo. En octubre de 1998 se habían recibido más de 100 encargos del modelo, haciendo que Eurocopter aumentara el régimen de producción de 4 aparatos a 6 al mes. En 2002, Eurocopter estaba en el proceso de establecer una segunda línea de ensamblaje para el EC120 en las instalaciones de Australia Aerospace en Brisbane, Australia.
En septiembre de 2003, Eurocopter y China Aviation Industry Corporation II (AVIC II) expandieron su acuerdo de asociación para incluir un arreglo de coproducción con Harbin Aircraft Industry Group (HAIG), subsidiaria de AVIC II. El 11 de junio de 2004 se firmó el acuerdo final de producción; bajo dicho acuerdo, CATIC y HAIG recibieron derechos comerciales exclusivos en China, y Eurocopter estuvo de acuerdo en dejar de vender EC120 construidos en Francia en la China continental. En junio de 2014, el Ejército Popular de Liberación de China se convirtió en el cliente de lanzamiento del HC120 producido por Harbin, informándose de un encargo por 8 ejemplares del modelo, con opciones para 50 más.
El 30 de noviembre de 2017, Airbus Helicopters anunció formalmente el final del programa H120 citando bajas cantidades de entregas. Solo cinco H120 fueron entregados en 2016, comparados con los 63 Robinson R66. Airbus declaró que se estaban alejando de la parte inferior del espectro de mercado y de aquellos helicópteros que no eran tan sofisticados como su tradicional línea de productos.

### Demostrador diésel

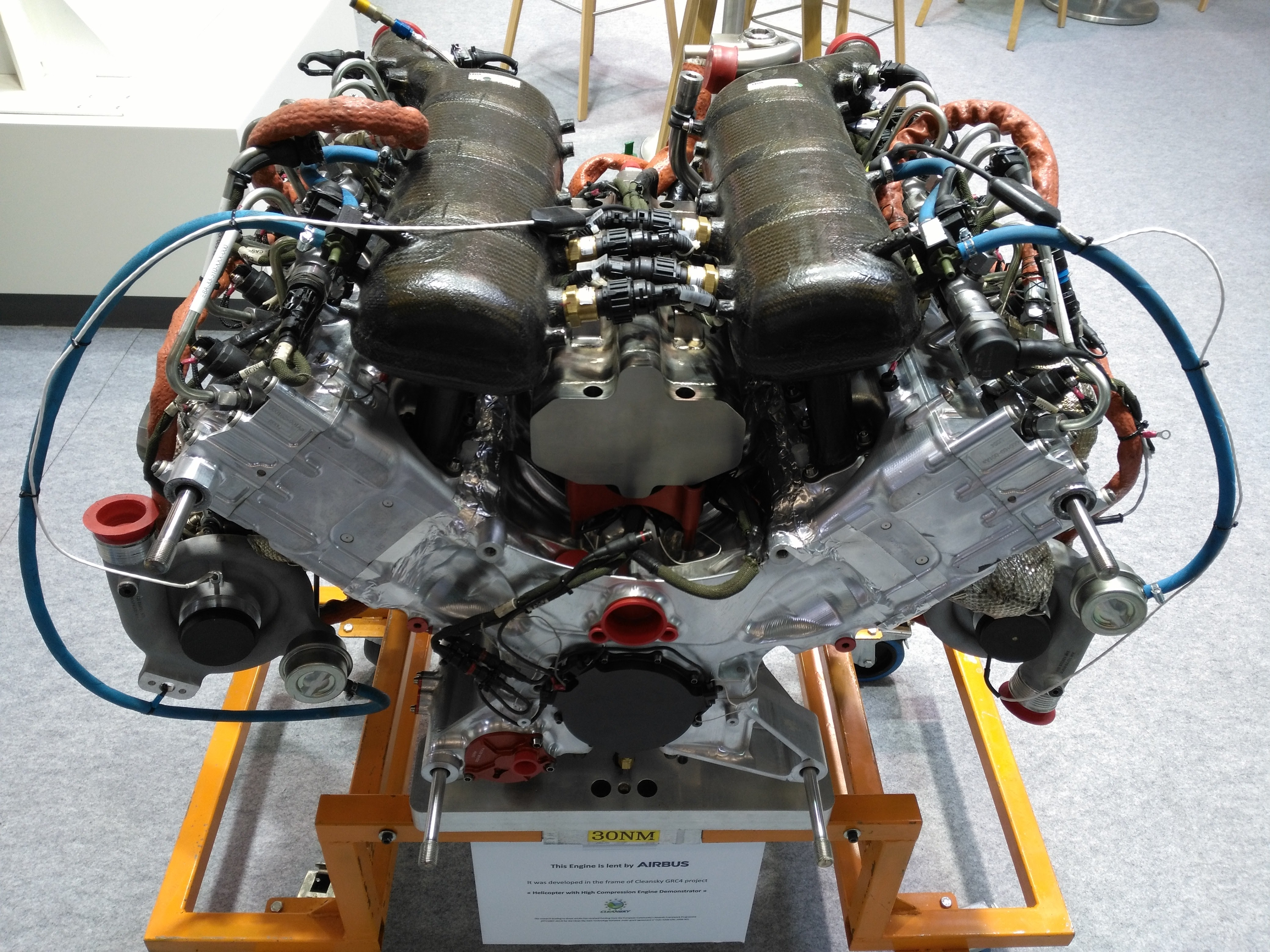
El AE440 presentado por Mecachrome en 2017.

Dentro del programa de investigación medioambiental de la Iniciativa Tecnológica Conjunta Europea Clean Sky de Aeronaves Verdes comenzado en 2011, un demostrador de tecnología H120 fue equipado con un motor diésel aéreo de alta compresión HIPE AE440, para combustible de reactores, volando por primera vez el 6 de noviembre de 2015. Buscaba reducir las emisiones contaminantes e incrementar la eficiencia del combustible, casi doblando el alcance y mejorando las operaciones en condiciones hot and high.
La planta motriz probada era un motor V-8 a 90° de 4,6 L de lubricación por cárter seco y refrigeración líquida, con inyección directa common rail a 1800 bares (26 000 psi), bloques de aluminio totalmente mecanizados, varillas de conexión de titanio, pistones y revestimientos de acero y un turbocompresor por cada bancada de cilindros. Con un intercooler aire-aire, pesaba 197 kg sin la caja reductora y con el equipo de potencia de 440 hp instalado pesaba 249 kg. Los rotores eran propulsados por la transmisión existente, siendo reemplazado el turboeje Turbomeca Arrius de giro más rápido por una caja multiplicadora.
El consumo de combustible específico era de 200 g/kW·h. Las oscilaciones del par se redujeron gracias a un eje de torsión ligera y las vibraciones eran reducidas por Silent blocks. Fue fabricado por Teos Powertrain Engineering (un negocio conjunto entre Mecachrome y D2T (IFPEN group)) en el diseño mecánico, fabricación de las partes principales del motor, ensamblaje y pruebas, y Austro Engine en el FADEC de dos canales y arneses, sistema de combustible y aeronavegabilidad. La potencia se mantenía a 2500 m y a un ISA+20º, y alcanzó una reducción de consumo de combustible del 42%, reduciendo los costes de operación directos en un 30%, junto con un mantenimiento más sencillo.

## Diseño

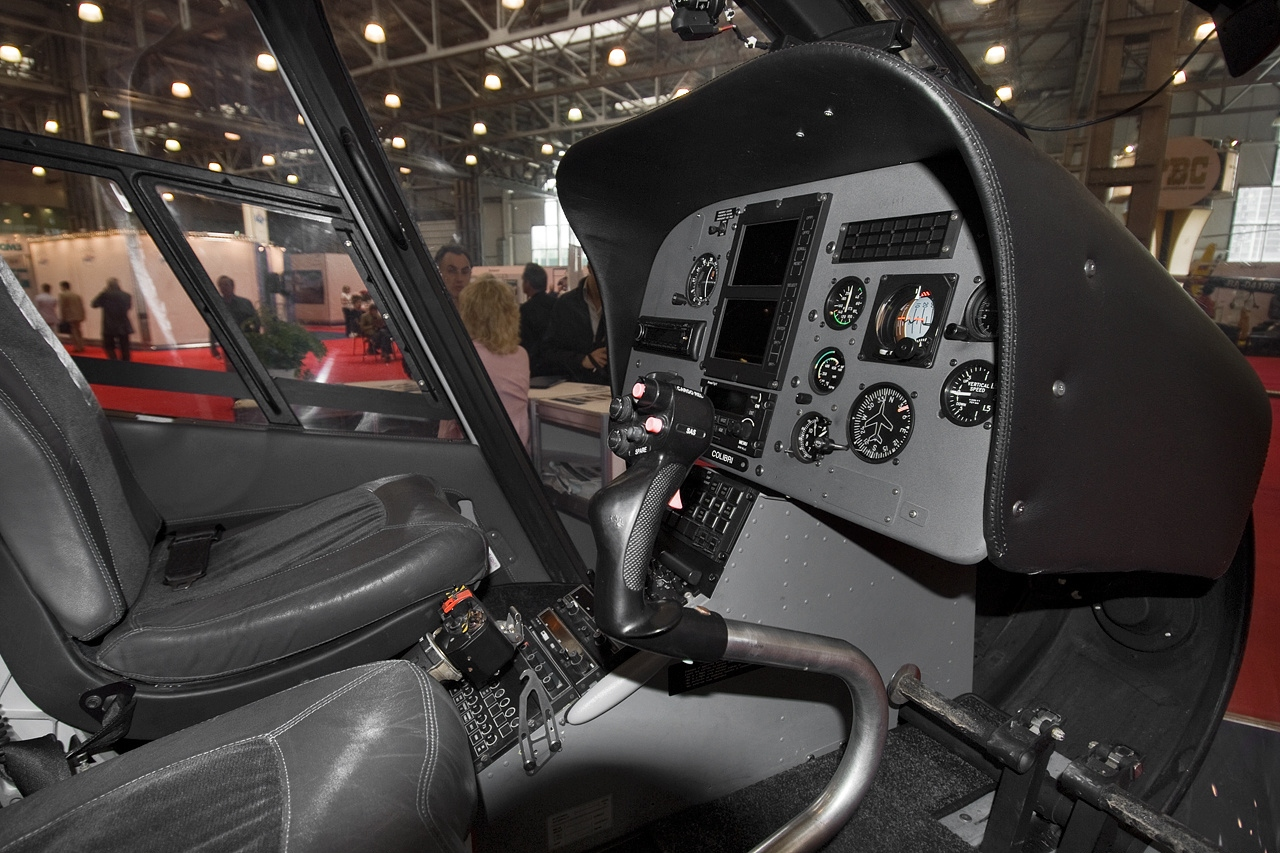
Cabina de un EC120B Colibri.

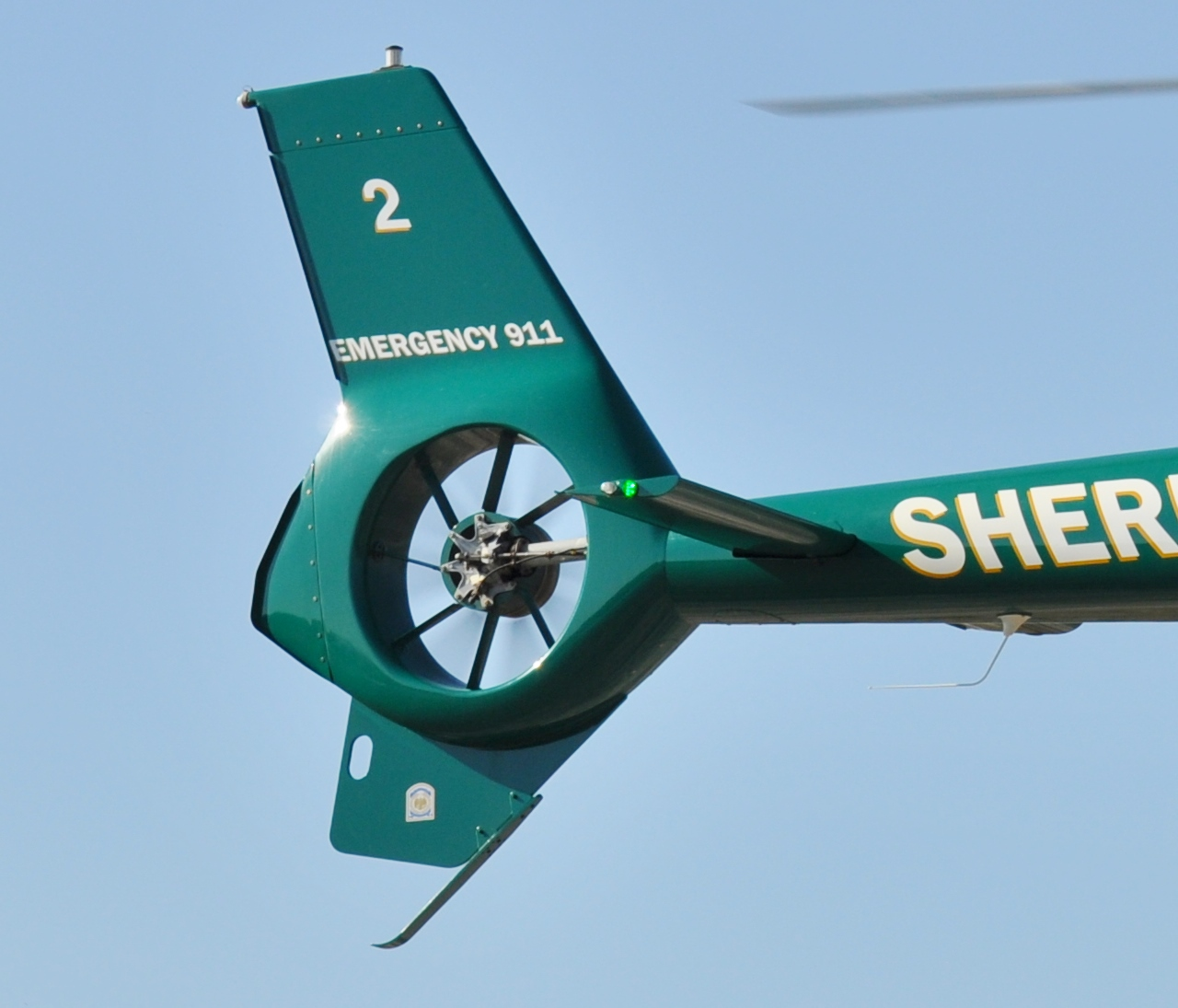
Vista del puro de cola y rotor de cola antipar fenestron del EC120B.

El EC120B Colibri es un helicóptero multimisión monomotor, diseñado para realizar operaciones seguras, simples y rentables. Incorpora varias tecnologías registradas por Eurocopter, las más prominentes son la cabeza del rotor principal Speriflex de 3 palas y el rotor de cola antipar fenestron de 8 palas, habiendo sido parcialmente acreditados con la contribución a la baja firma de ruido de la aeronave, que está 6,7 decibelios por debajo de los límites de la Organización de Aviación Civil Internacional (ICAO).
Airbus Helicopters ha declarado que el EC120B posee el coste de operación más bajo de su clase. En 2014, el EC120 tenía la distinción de ser el único helicóptero monomotor certificado con los estándares JAR/FAR 27; las medidas incorporadas para cubrir estos estándares incluyen una estructura principal atenuante de energía, asiento absorbentes de energía para todos los ocupantes, y un sistema de combustible a prueba de accidentes.
La aeronave presenta una cabina amplia y ergonómica con altos niveles de visibilidad externa, que puede acomodar un único piloto junto con 4 pasajeros en una configuración típica. El diseño de la cabina es adecuado para una amplia variedad de misiones civiles y públicas, como el transporte utilitario, el transporte costero, entrenamiento, apoyo a las fuerzas de seguridad y transporte corporativo. En el papel de evacuación de heridos, el helicóptero puede llevar a un piloto y a un paciente en camilla, así como a uno o dos asistentes médicos.
En el papel de carga, el EC120 puede llevar un piloto más 2,94 m3 de volumen de carga útil total, dividido entre la cabina y el espacio de 0,8 m3 que es accesible externamente desde el lado derecho y por detrás, así como desde la cabina en algunas configuraciones. Para facilitar las operaciones de carga, el piso de la cabina es liso y sin obstáculos; alternativamente, se puede instalar un gancho de carga para llevar 700 kg.
Según Airbus Helicopters, el EC120B integra un alto nivel de tecnología avanzada que hace el helicóptero más fácil y más seguro de volar, además de reducir costes. Se puso un particular énfasis en permitir que los clientes finales realizaran muchas de las tareas de mantenimiento por sí mismos. El panel de instrumentos principal es la pantalla doble multifunción de vehículo y motor (VEMD), que proporciona control y monitoreo de varios aspectos del helicóptero, como el rotor de cola fenestron y los parámetros clave del motor; el VEMD reduce la carga de trabajo general del piloto para generar mayor seguridad. En una configuración básica, los controles de vuelo están instalados solo en el lado derecho, los controles dobles o los de vuelo solo en lado izquierdo pueden ser instalados opcionalmente. Ciertas empresas han ofrecido sus propios equipos de aviónica para el EC120, añadiendo funcionalidades como el piloto automático.
En adición a varios papeles civiles, el EC120 también puede ser usado por varios operadores militares para realizar misiones de entrenamiento, observación y utilitario ligero. Airbus Helicopters ha promocionado el modelo en una capacidad de entrenamiento ya que presenta una respuesta de control positiva, sistemas de computación de las prestaciones, instrumentación moderna para facilitar el uso, tamaño general compacto, y un alto nivel de visibilidad de cabina.
Se puede instalar un amplio abanico de equipos opcionales en el EC120B, que incluyen un sistema de protección anticables, aire acondicionado, filtro de arena, patines, limpiaparabrisas, espejos externos eléctricos, gancho de carga, equipo de flotación de emergencia, cámaras de infrarrojos frontales (FLIR) y focos externos. Para los clientes corporativos, el EC120 puede ser equipado con un interior Stylence, ofreciendo un interior lujoso con tapicería de cuero, instalaciones de oficina en vuelo y telecomunicaciones, junto con niveles de ruido y vibración reducidos gracias a un aislamiento adicional.

## Historia operacional
El primer EC120 fue entregado en 1998. En 2008, Eurocopter ya había entregado más de 550 Colibri a varios clientes.
En 2004, la Oficina de Aduanas y Protección Fronteriza (CBP) del Departamento de Seguridad Nacional de los Estados Unidos seleccionó el EC120B para cubrir su requerimiento Light Sign Cutter, un programa que potencialmente requería 55 aeronaves con un valor total de 75 millones de dólares en 10 años. En 2006, el CBP encargó 15 helicópteros EC120B, encargando cinco más desde entonces.
El Ejército del Aire de España compró una serie de EC120, que son usados como entrenadores de ala rotatoria en la Base Aérea de Armilla. En 2003, el Ejército del Aire formó un equipo de exhibición acrobática, la Patrulla ASPA, que usa el modelo; una exhibición típica involucra a 5 EC120 que realizan complejas maniobras, además de volar en formación.
En enero de 2008, el Ministerio de Defensa francés seleccionó el EC120 como el nuevo entrenador de alas rotatorias del Ejército francés para reemplazar al Aérospatiale Gazelle. 36 EC120B equipados con aviónica de Sagem serían operados a través de una alianza público-privada (PPP) de 22 años con el operador Hélidax. El 12 de octubre de 2010 fue entregado el último EC120 a Hélidax.
Desde 2011, una serie de EC120 han sido operados por la policía de tráfico del Kurdistán, Irak. En 2014, las tripulaciones fueron entrenadas para realizar misiones de vigilancia y rescate. As of 2014, the crews are trained to undertake surveillance and rescue missions.

## Variantes
P120L
Designación inicial del prototipo.
EC120B Colibri
Designación estándar.
Harbin HC120
Variante del EC120B de construcción china.

## Operadores

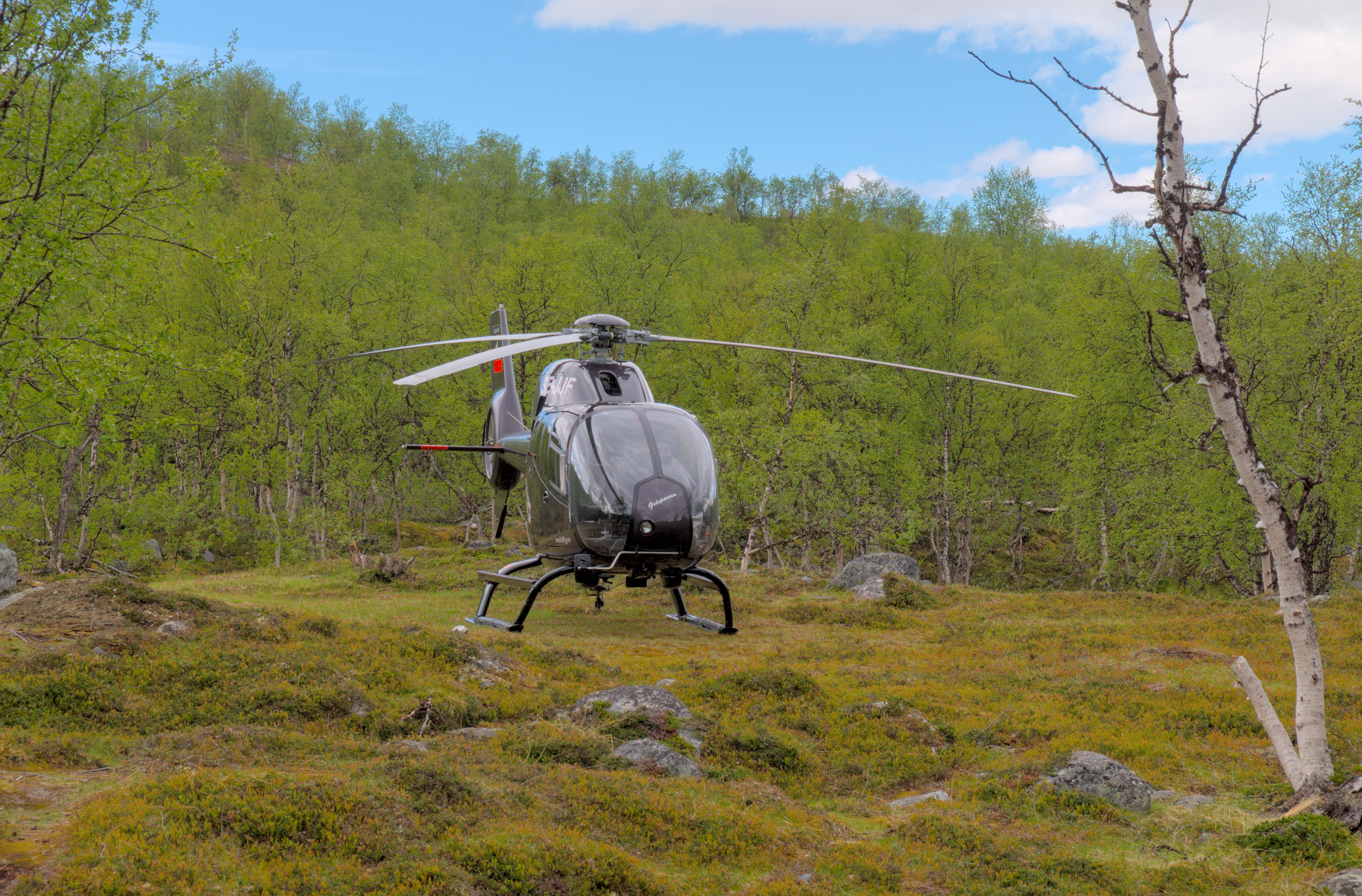
EC 120B operado por Fiskflyg en Suecia.

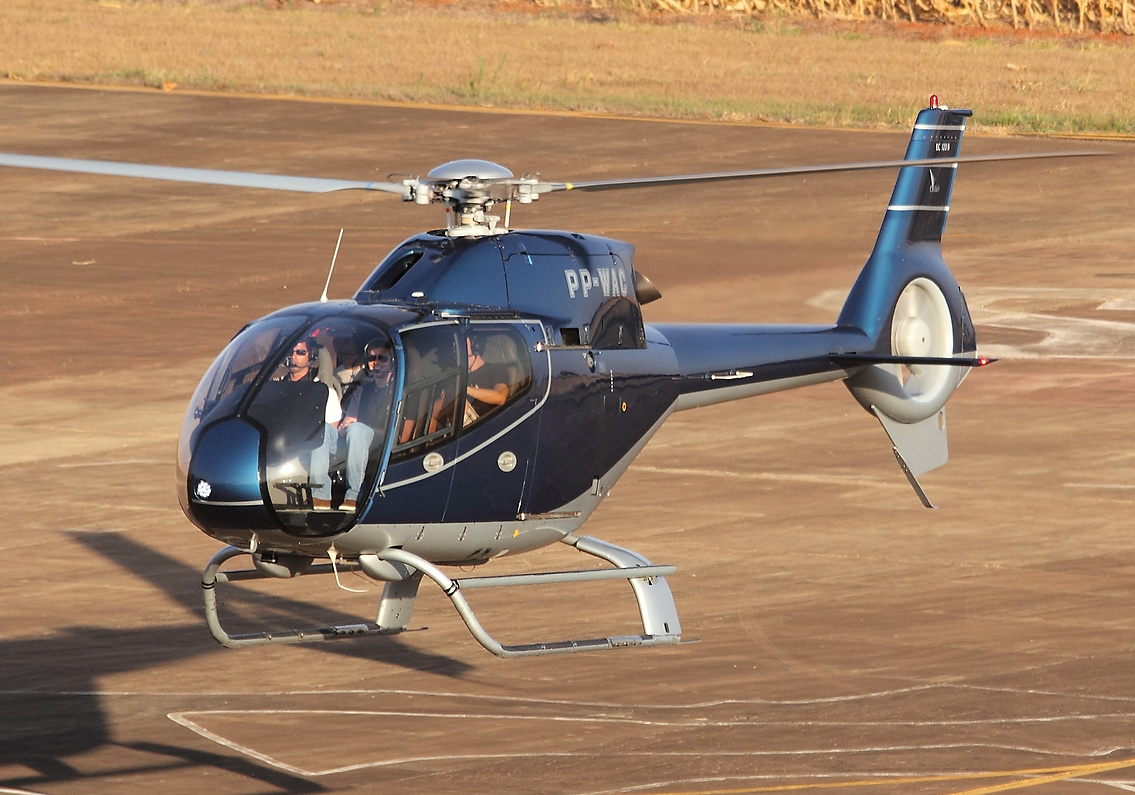
Un EC120 en vuelo estacionario en el Aeropuerto de Barretos.

El EC 120 es usado tanto por compañías como por particulares, organizaciones de entrenamiento y chárter, así como por entidades de apoyo al orden y gubernamentales.
 Alemania
- Bundespolizei[37]

- Westpac Life Saver Rescue Helicopter Service[38]

 Brasil
- Policía Rodoviaria Federal[39]

- Calgary Police Service[40]
- Policía Montada del Canadá[41]
- Edmonton Police Service[42]
- York Regional Police[41]
- Winnipeg Police Service[43]

 España
- Cuerpo Nacional de Policía[44]

 Estados Unidos
- San Jose Police Department[45]
- Santa Clara County Sheriff's Office[46]
- Baltimore Police Department[47]
- Departamento de Policía de Austin[48]
- Albuquerque Police Department[49]
- Sacramento County Sheriff's Department[50]

 Lituania
- Guardia Fronteriza[51]

 México
- Policía Federal
- Policía de Mexicali

 Suecia
- Fiskflyg

### Militares
China

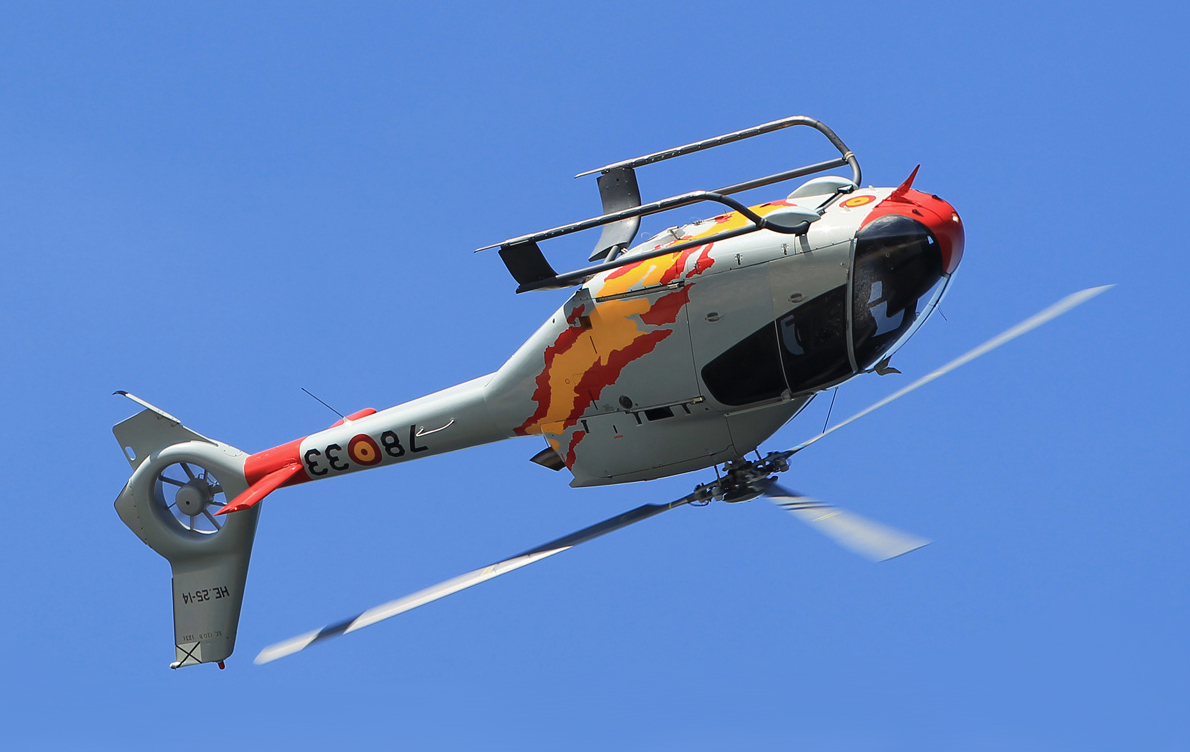
Un Colibri del Ejército del Aire demuestra su agilidad con un tonel.

- Fuerzas Terrestres del Ejército Popular de Liberación[52]

 España
- Ejército del Aire[52]

 Francia
- Hélidax (Aviación Ligera del Ejército de Tierra Francés)[53]

 Indonesia
- Ejército indonesio[54]
- Armada indonesia[52]
- Fuerza Aérea del Ejército Nacional de Indonesia[52]

 Malasia
- Real Fuerza Aérea de Malasia[55][56]

 Birmania
- Fuerza Aérea de Myanmar[57]

 República Dominicana
- Fuerza Aérea Dominicana

 Singapur
- Fuerza Aérea de la República de Singapur[52]

## Especificaciones (EC120B)
Referencia datos: Jane's all the World's Aircraft 2007–08

### Características generales
- Tripulación: Uno (piloto)
- Capacidad: 4 pasajeros
- Carga: 755 kg (700 kg máx. en gancho)
- Longitud: 11,5 m (37,8 ft)
- Diámetro rotor principal: 10 m (32,8 ft)
- Altura: 3,4 m (11,2 ft)
- Área circular: 78,5 m² (845,4 ft²)
- Peso vacío: 960 kg (2115,8 lb)
- Peso máximo al despegue: 1715 kg (3779,9 lb)
- Planta motriz: 1× turboeje Turbomeca TM 319 Arrius 2F.
  - Potencia: 376 kW (518 HP; 511 CV) al despegue (335 kW (449 hp) máx. continuo)
- Capacidad de combustible: 416 l (en dos depósitos)

### Rendimiento
- Velocidad nunca excedida (Vne): 278 km/h (173 MPH; 150 kt)
- Velocidad crucero (Vc): 226 km/h (140 MPH; 122 kt) , 191 km/h (119 mph; 103 kn) econ.
- Alcance: 727 km (393 nmi; 452 mi) (4h 32 min)
- Techo de vuelo: 5180 m (16 995 ft)
- Régimen de ascenso: 6,1 m/s (1201 ft/min)
- Carga del rotor: 21,8  kg/m2 (interna, 22,9 kg/m2 (5 lb/sq ft) externa)
- Potencia/peso: 0,19 kW/kg (interna, 0,1835 kg (0 lb) externa)
- Techo en estacionario (con efecto suelo): 2820 m (9252 pies)
- Techo en estacionario (sin efecto suelo): 2320 m (7612 pies)

### Aviónica
- Pantalla Multifunción de Vehículo y Motor (VEMD) con Indicador de Primer Límite (FLI) instalados como estándar.[25]

## Aeronaves relacionadas

### Aeronaves similares
- Bell 206
- Bell 407
- Bell 505 Jet Ranger X[59]
- MD Helicopters MD 500
- Robinson R66
- AgustaWestland AW119
- PZL SW-4
- Eurocopter AS350

### Secuencias de designación
- Secuencia SA /AS/EC_ (interna de Eurocopter): BK 117 - EC120 - EC130 - EC135 - EC145 →
- Secuencia H._ (Helicópteros del Ejército del Aire español, 1978-presente): ← HU.22 - HS.23 - HE.24 - HE.25 - HE/HU.26 - HT/HU.27 - HA.28 →